# 天元 (日本)
天元（）は、日本の元号の一つ。貞元の後、永観の前。978年から983年までの期間を指す。この時代の天皇は円融天皇。

## 改元
- 貞元3年11月29日（ユリウス暦978年12月31日） 翌年が陽五の厄に当たるため改元
- 天元6年4月15日（ユリウス暦983年5月29日） 永観に改元

## 天元期におきた出来事
- 天元2年（979年）
  - 5月、下野国、地方豪族の合戦を報告する。
  - 7月、海賊を追補する。
- 天元3年（980年）
  - 7月、平安京に暴風雨、羅城門が転倒する。
- 天元4年（981年）
  - 円融天皇の願かけによる仏像造立を差配する臨時の宮司の斡旋により、正六位上だった美努宿禰公忠が遠江介に任官される[1]。
- 天元5年（982年）
  - 伊予国で活動していた能原兼信を首謀者とする海賊集団が討伐される[2]。

## 西暦との対照表
※は小の月を示す。
| 天元元年（戊寅） | 一月     | 二月※ | 三月  | 四月    | 五月※ | 六月  | 七月※ | 八月  | 九月 | 十月※ | 十一月  | 十二月※ |          |
| ---------------- | -------- | ----- | ----- | ------- | ----- | ----- | ----- | ----- | ---- | ----- | ------- | ------- | -------- |
| ユリウス暦       | 978/2/10 | 3/12  | 4/10  | 5/10    | 6/9   | 7/8   | 8/7   | 9/5   | 10/5 | 11/4  | 12/3    | 979/1/2 |          |
| 天元二年（己卯） | 一月※    | 二月  | 三月※ | 四月    | 五月※ | 六月  | 七月  | 八月※ | 九月 | 十月  | 十一月※ | 十二月  |          |
| ユリウス暦       | 979/1/31 | 3/1   | 3/31  | 4/29    | 5/29  | 6/27  | 7/27  | 8/26  | 9/24 | 10/24 | 11/23   | 12/22   |          |
| 天元三年（庚辰） | 一月※    | 二月※ | 三月  | 閏三月※ | 四月  | 五月※ | 六月  | 七月※ | 八月 | 九月  | 十月※   | 十一月  | 十二月   |
| ユリウス暦       | 980/1/21 | 2/19  | 3/19  | 4/18    | 5/17  | 6/16  | 7/15  | 8/14  | 9/12 | 10/12 | 11/11   | 12/10   | 981/1/9  |
| 天元四年（辛巳） | 一月※    | 二月※ | 三月  | 四月※   | 五月※ | 六月  | 七月※ | 八月  | 九月 | 十月  | 十一月※ | 十二月  |          |
| ユリウス暦       | 981/2/8  | 3/9   | 4/7   | 5/7     | 6/5   | 7/4   | 8/3   | 9/1   | 10/1 | 10/31 | 11/30   | 12/29   |          |
| 天元五年（壬午） | 一月     | 二月※ | 三月※ | 四月    | 五月※ | 六月※ | 七月  | 八月※ | 九月 | 十月  | 十一月※ | 十二月  | 閏十二月 |
| ユリウス暦       | 982/1/28 | 2/27  | 3/28  | 4/26    | 5/26  | 6/24  | 7/23  | 8/22  | 9/20 | 10/20 | 11/19   | 12/18   | 983/1/17 |
| 天元六年（癸未） | 一月※    | 二月  | 三月※ | 四月    | 五月※ | 六月※ | 七月  | 八月※ | 九月 | 十月※ | 十一月  | 十二月  |          |
| ユリウス暦       | 983/2/16 | 3/17  | 4/16  | 5/15    | 6/14  | 7/13  | 8/11  | 9/10  | 10/9 | 11/8  | 12/7    | 984/1/6 |          |